# (6064) Holašovice
(6064) Holašovice ist ein Asteroid des Hauptgürtels, der am 23. April 1987 vom tschechischen Astronomen Antonín Mrkos am Kleť-Observatorium (IAU-Code 046) in Südböhmen nahe der Stadt Český Krumlov entdeckt wurde.
Benannt wurde er am 2. April 1999 nach Holašovice, einem Ortsteil der 15 Kilometer westlich von České Budějovice in Südböhmen gelegenen südböhmischen Gemeinde Jankov.